# Nördliches Spitzhörnchen
Das Nördliche Spitzhörnchen oder Belangers Tupaja (Tupaia belangeri) ist eine Säugetierart aus der Familie der Spitzhörnchen (Tupaiidae). Es zählt neben dem Gewöhnlichen Spitzhörnchen (Tupaia glis) zu den bekanntesten und aufgrund der langjährigen Laborhaltung zu den besterforschten Vertretern dieser Gruppe.
In der Roten Liste gefährdeter Arten der Weltnaturschutzunion IUCN ist das Nördliche Spitzhörnchen als nicht gefährdet (Least Concern) aufgeführt.

## Merkmale
Mit einer Kopfrumpflänge von 16 bis 18 Zentimetern, einer Schwanzlänge von 15 bis 19 Zentimetern und einem Gewicht von 110 bis 185 Gramm gehört das Nördliche Spitzhörnchen zu den mittelgroßen bis großen Vertretern der Spitzhörnchen. Das Fell ist olivbraun bis hellbraun gefärbt und hebt sich im Bereich der Schultern durch die vertikale Zeichnung hervor. Der Schwanz ist mit langen Haaren besetzt, die ihn durch den zur Seite hin in die Breite tendierenden Haarstrich abgeflacht wirken lassen. Der Kopf wirkt zugespitzt und ist durch die kleinen Ohren und den feuchten Nasenspiegel gekennzeichnet. Die Orientierung und die soziale Organisation ist stark von olfaktorischer Wahrnehmung abhängig und wird durch den gut ausgebildeten Geruchssinn und das Vorhandensein des Jacobson-Organs sichtlich. Die Füße tragen jeweils fünf Zehen, die dem Daumen nicht gegenübergestellt (opponiert) werden können – durch die scharfen Krallen ist jedoch ein behändes Klettern möglich. Trotzdem bevorzugen die Tiere horizontale und vertikale Ebenen und lassen sich oft auf dem Boden beobachten.

## Verbreitung und Habitat

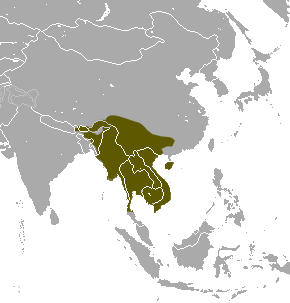
Verbreitungsgebiet

Das Verbreitungsgebiet erstreckt sich von Nordostindien und Südchina nach Thailand, Myanmar, Kambodscha, Laos und Vietnam. Habitate bilden tropische und subtropische Wälder bis zu einer Höhe von 3000 m über dem Meeresspiegel.

## Lebensweise

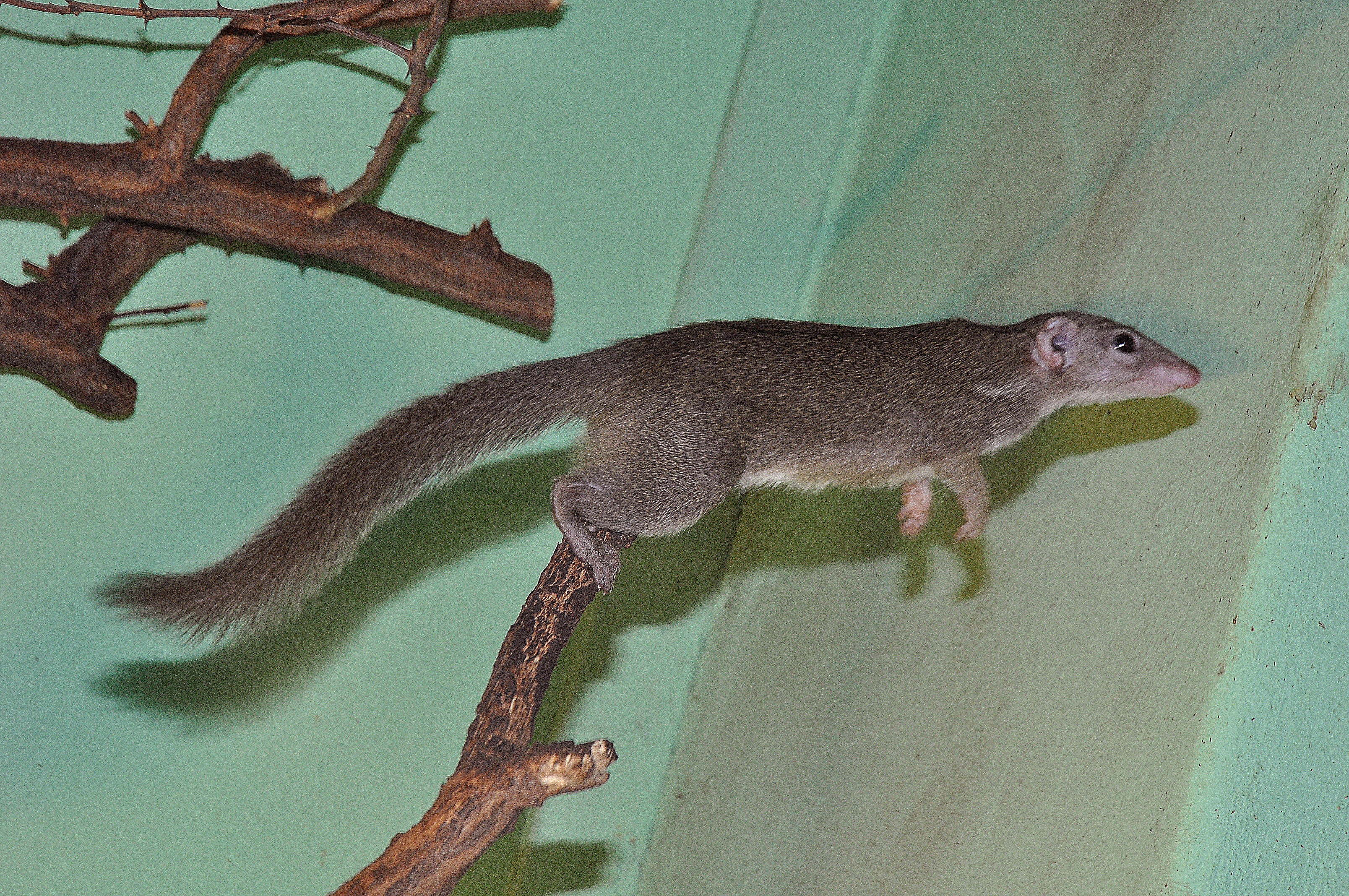
Präparat des Nördlichen Spitzhörnchens im Sprung

Obwohl Nördliche Spitzhörnchen als baumlebend gelten, halten sie sich des Öfteren auch auf dem Boden auf. Sie sind tagaktiv und ziehen sich während Ruhephasen in Baumhöhlen zurück oder dösen frei liegend. In ihrer sozialen Organisation zeigen besonders Männchen eine Territorialität gegenüber Artgenossen, wobei sie oft monogame Paarbeziehungen bilden und Männchen-Reviere mehrere Weibchen-Reviere überlappen können. Zwischen männlichen und weiblichen Tieren kommt es zu sozialem Kontakt, der sich in gegenseitigem Ablecken des Fells (grooming) manifestiert. Die individuellen Reviere sind je nach Nahrungsangebot zwischen 500 und 8000 m² groß. Reviere werden mit Harn und Sekret ihrer sternal gelegenen Drüsen markiert. Die Tiere produzieren eine große Anzahl verschiedener Lauttypen zwischen 0,4 und 20 kHz, die unterschiedliche Verhaltensmuster oder Rangfolgen demonstrieren. Männchen produzieren fünf verschiedene Paarungslaute, die sich durch ihre Ruffolge unterscheiden lassen. 

## Nahrung
Die Nahrung Nördlicher Spitzhörnchen besteht neben Insekten und kleineren Wirbeltieren aus pflanzlichen Elementen wie Früchten. Nahrung wird, sofern sie nicht einfach in den Mund genommen wird, mit beiden Vorderpfoten ergriffen und im Sitzen verspeist.

## Fortpflanzung
Die natürliche Paarungszeit liegt zwischen März und August. Die Weibchen haben einen zehntägigen Östrus. Nachdem das Weibchen eine Partnerwahl getroffen hat, kommt es mehrmals zur Paarung. Weibchen bauen gut ausgepolsterte Nester und gebären nach einer Tragzeit von 41 bis 45 Tagen ein bis vier Jungtiere. Das Geburtsgewicht beträgt durchschnittlich etwa 13–14 Gramm. Die Jungtiere werden etwa alle zwei Tage von der Mutter aufgesucht und gesäugt. Dies ist nur möglich, da die Milch einen sehr hohen Fettgehalt (etwa 25 %) aufweist und in großen Mengen konsumiert wird. Die erste feste Kost wird mit etwa 30 Tagen aufgenommen, zu diesem Zeitpunkt besucht die Mutter in kürzeren Intervallen das Nest. Die Geschlechtsreife wird mit 3–4 Monaten erreicht.
Die Lebenserwartung von Nördlichen Spitzhörnchen in der Natur liegt etwa bei zwei bis drei Jahren, wohingegen sie in Gefangenschaft mit etwa zwölf bis 14 Jahren deutlich höher liegt.

## Parasiten
Das Nördliche Spitzhörnchen ist einer der beiden Wirte der Tierlaus Sathrax durus.

## Bedrohung und Naturschutz
Durch das große Verbreitungsgebiet und die Anpassungsfähigkeit der Besiedlung in von Menschen bewohnten Gegenden gilt das Nördliche Spitzhörnchen als nicht bedroht.
Tupaia belangeri ist im Anhang II des Washingtoner Artenschutzübereinkommens aufgeführt.